# Gornja Bukovica (samhälle i Montenegro)
Gornja Bukovica är ett samhälle i Montenegro. Det ligger i den centrala delen av landet, 70 km norr om huvudstaden Podgorica. Gornja Bukovica ligger 1 297 meter över havet och antalet invånare är 214.
Terrängen runt Gornja Bukovica är kuperad. Runt Gornja Bukovica är det ganska glesbefolkat, med 48 invånare per kvadratkilometer. Närmaste större samhälle är Žabljak, 13,1 km norr om Gornja Bukovica. Omgivningarna runt Gornja Bukovica är en mosaik av jordbruksmark och naturlig växtlighet.